# Zaún
Zaún è il secondo album in studio degli Akkura.

## Tracce
1. Notte dei profumi – 3:48
2. Il ballo delle debuttanti – 3:20
3. Ricavato sul divano – 4:23
4. Città in basso – 3:50
5. Passi lenti appassionati – 4:14
6. Fuga dalla finestra del bagno – 3:14
7. L'arrumba – 3:29
8. Criminale banale – 3:04
9. Nel quartiere delle donnacce – 4:02
10. Tuffatore di fondali bassi – 2:45
11. Cielo blu d'India – 10:56 – contenente la traccia nascosta Mondello

## Formazione
- Riccardo Serradifalco: voce, chitarra
- Sergio Serradifalco: contrabbasso
- Salvo Compagno: percussioni
- Fabio Finocchio: batteria
- Marco Terzo: trombone, fiati
- Claudio Montalto: tromba, fiati